# Sulfato de cério(IV) e amônio
Sulfato de cério (IV) e amônio é um composto inorgânico com fórmula química (NH4)4Ce(SO4)4.2 H2O e é um oxidante forte cujo potencial de redução é cerca de  +1.44V.

## Estrutura
Um estudo cristalográfico mostra que o composto contém o ânion Ce2(SO4)88–, onde o átomo de cério está nonacoordenado por oxigênios dos grupos sulfato.